# Premi dipartimentali della Federazione Russa

## Ministero degli Affari Interni della Federazione Russa
| Nastro | Onorificenza                                                                              |
| ------ | ----------------------------------------------------------------------------------------- |
|        | Medaglia commemorativa per il giubileo dei 70 anni della sicurezza economica della Russia |
|        | Medaglia per il valore in servizio                                                        |
|        | Medaglia al merito militare                                                               |
|        | Medaglia per il coraggio in un incendio                                                   |
|        | Medaglia per la cooperazione militare                                                     |
|        | Medaglia per servizio distinto di I Classe                                                |
|        | Medaglia per servizio distinto di II Classe                                               |
|        | Medaglia per servizio distinto di III Classe                                              |
|        | Medaglia commemorativa per il 200º anniversario del Ministero degli Interni russo         |
|        | Medaglia per lo sminamento                                                                |
|        | Eccellenza nella polizia                                                                  |
|        | Premio del Ministero degli Interni                                                        |

## Ministero della difesa
| Nastro | Onorificenza                                                                                                   |
| ------ | --- |
|        | Medaglia al merito militare di I Classe                                                                        |
|        | Medaglia al merito militare di II Classe                                                                       |
|        | Medaglia per onorato servizio                                                                                  |
|        | Medaglia per distinzione nel servizio militare di I Classe                                                     |
|        | Medaglia per distinzione nel servizio militare di II Classe                                                    |
|        | Medaglia per distinzione nel servizio militare di III Classe                                                   |
|        | Medaglia al valore del lavoro                                                                                  |
|        | Medaglia per il rafforzamento della cooperazione militare                                                      |
|        | Medaglia per meriti nel perpetuare la memoria dei difensori della Patria caduti                                |
|        | Medaglia per il servizio nelle forze aeree                                                                     |
|        | Medaglia per il servizio nel corpo delle truppe da sbarco                                                      |
|        | Medaglia per il servizio nelle forze sottomarine                                                               |
|        | Medaglia per il servizio nelle truppe spaziali                                                                 |
|        | Medaglia per il servizio nella polizia ferroviaria                                                             |
|        | Medaglia per lo sminamento                                                                                     |
|        | Medaglia per diligenza nello svolgimento dei compiti di progettazione                                          |
|        | Medaglia per i servizi per la sicurezza nucleare                                                               |
|        | Medaglia per i partecipanti alla marcia del 12 giugno 1999 in Bosnia e in Kosovo                               |
|        | Medaglia dell'ammiraglio Kuznetsov                                                                             |
|        | Medaglia dell'ammiraglio Gorshkov                                                                              |
|        | Medaglia del generale dell'esercito Hrulev                                                                     |
|        | Medaglia del generale dell'esercito Margelov                                                                   |
|        | Medaglia del generale dell'esercito Komorowski                                                                 |
|        | Medaglia del colonnello generale Dutov                                                                         |
|        | Medaglia del generale Alexander Alexandrov                                                                     |
|        | Medaglia per i 200 anni del Ministero della Difesa della Russia                                                |
|        | Medaglia commemorativa per il 300º anniversario della Flotta del Baltico                                       |
|        | Medaglia per la conclusione dell'istruzione nelle accademie del Ministero della Difesa della Federazione Russa |
|        | Medaglia per il servizio giuridico nelle Forze Armate della Federazione Russa                                  |

## Servizio federale di sicurezza della Federazione Russa
| Nastro | Onorificenza                                                        |
| ------ | ------------------------------------------------------------------- |
|        | Medaglia per distinzione nel servizio militare di I Classe          |
|        | Medaglia per distinzione nel servizio militare di II Classe         |
|        | Medaglia per distinzione nel servizio militare di I Classe          |
|        | Medaglia per la cooperazione militare                               |
|        | Medaglia per la partecipazione alle operazioni contro il terrorismo |
|        | Medaglia per distinzione in operazioni speciali                     |

## Servizio di Intelligence della Federazione Russa
| Nastro | Onorificenza                                                            |
| ------ | ----------------------------------------------------------------------- |
|        | Medaglia al merito                                                      |
|        | Medaglia per i servizi dei veterani                                     |
|        | Medaglia per distinzione                                                |
|        | Medaglia per le interazioni                                             |
|        | Distintivo d'Onore del Servizio di Intelligence della Federazione Russa |

## Ministero delle Emergenze della Federazione Russa
| Nastro | Onorificenza                                              |
| ------ | --------------------------------------------------------- |
|        | Medaglia per la partecipazione alle operazioni umanitarie |
|        | Medaglia per distinzione nel servizio militare            |
|        | Medaglia per servizi meritori                             |

## Ministero della Giustizia della Federazione Russa
| Nastro | Onorificenza                                                                                         |
| ------ | --- |
|        | Medaglia di Anatoly Koni                                                                             |
|        | Medaglia al valore di I Classe                                                                       |
|        | Medaglia al valore di II Classe                                                                      |
|        | Medaglia per la diligenza di I Classe                                                                |
|        | Medaglia per la diligenza di II Classe                                                               |
|        | Medaglia per il rafforzamento del sistema penale di I Classe                                         |
|        | Medaglia per il rafforzamento del sistema penale di II Classe                                        |
|        | Medaglia commemorativa per il 200º anniversario del nistero della Giustizia della Federazione Russia |
|        | Medaglia commemorativa per il 125º anniversario del sistema penale in Russia                         |
|        | Medaglia del veterano del sistema penale                                                             |
|        | Medaglia per i servizi di I Classe                                                                   |
|        | Medaglia per i servizi di II Classe                                                                  |
|        | Medaglia per i servizi di III Classe                                                                 |
|        | Distintivo di Lavoratore Onorato della Giustizia Russa                                               |

### Servizio Penitenziario Federale della Federazione Russa
| Nastro | Onorificenza                                                                      |
| ------ | --------------------------------------------------------------------------------- |
|        | Medaglia per il valore in servizio                                                |
|        | Medaglia per diligenza in servizio di I Classe                                    |
|        | Medaglia per diligenza in servizio di II Classe                                   |
|        | Medaglia per i contributi allo sviluppo del sistema penale in Russia di I Classe  |
|        | Medaglia per i contributi allo sviluppo del sistema penale in Russia di II Classe |
|        | Medaglia di Theodore Haas                                                         |
|        | Medaglia del veterano del sistema penale russo                                    |
|        | Medaglia per servizio distinto di I Classe                                        |
|        | Medaglia per servizio distinto di II Classe                                       |
|        | Medaglia per servizio distinto di III Classe                                      |
|        | Medaglia per servizio distinto di I Classe                                        |
|        | Medaglia per servizio distinto di II Classe                                       |

## Procura della Federazione Russa
| Nastro | Onorificenza                                                            |
| ------ | ----------------------------------------------------------------------- |
|        | Distintivo per fedeltà alla legge di I Classe                           |
|        | Distintivo per fedeltà alla legge di II Classe                          |
|        | Distintivo per fedeltà alla legge di III Classe                         |
|        | Medaglia per l'interazione                                              |
|        | Medaglia del procuratore veterano                                       |
|        | Distintivo di Lavoratore Onorato nella Procura della Federazione Russa  |
|        | Corazza per servizio perfetto                                           |
|        | Medaglia commemorativa per il 290º anniversario della procura di Russia |

### Comitato Investigativo la procura della Federazione Russa
| Nastro | Onorificenza                                                                                   |
| ------ | ---------------------------------------------------------------------------------------------- |
|        | Medaglia per i doveri di fedeltà ufficiale                                                     |
|        | Medaglia delle prodezze                                                                        |
|        | Medaglia per i servizi                                                                         |
|        | Medaglia per distinzione                                                                       |
|        | Medaglia per la partecipazione al contrasto dell'aggressione dell'Ossezia del Sud              |
|        | Medaglia per servizi di I Classe                                                               |
|        | Medaglia per servizi di II Classe                                                              |
|        | Medaglia per servizi di III Classe                                                             |
|        | Medaglia per l'assistenza                                                                      |
|        | Medaglia per gli organismi investigativi dei veterani                                          |
|        | Medaglia per diligenza in servizio                                                             |
|        | Distintivo di Lavoratore Onorato del Comitato Investigativo la procura della Federazione Russa |

## Comitato Investigativo della Federazione Russa (attualmente abolito)
| Nastro | Onorificenza                                                                       |
| ------ | ---------------------------------------------------------------------------------- |
|        | Medaglia per i doveri di fedeltà ufficiale                                         |
|        | Medaglia delle prodezze                                                            |
|        | Medaglia al merito                                                                 |
|        | Medaglia per l'eccellenza                                                          |
|        | Medaglia per servizi meritori di I Classe                                          |
|        | Medaglia per servizi meritori di II Classe                                         |
|        | Medaglia per servizi meritori di III Classe                                        |
|        | Medaglia per l'assistenza                                                          |
|        | Medaglia per gli organismi investigativi dei veterani                              |
|        | Medaglia per diligenza nel servizio                                                |
|        | Distintivo di Ufficiale Onorato del Comitato Investigativo della Federazione Russa |
|        | Insegna di Eccellenza del Comitato Investigativo                                   |
|        | Insegna dei migliori investigatori                                                 |
|        | Medaglia 300 anni del primo ufficio investigativo della Russia                     |

## Ministero dell'Istruzione e della Scienza della Federazione Russa
| Nastro | Onorificenza                                                                        |
| ------ | ----------------------------------------------------------------------------------- |
|        | Medaglia Ushinski                                                                   |
|        | Lavoratore Onorato della Formazione Generale della Federazione Russa                |
|        | Lavoratore Onorato della Formazione Professionale della Federazione Russa           |
|        | Lavoratore Onorato dell'Istruzione Secondaria della Federazione Russa               |
|        | Lavoratore Onorato dell'Istruzione Secondaria Professionale della Federazione Russa |
|        | Lavoratore Onorato della Scienza e della Tecnologia della Federazione Russa         |
|        | Piastra per corazza per lo sviluppo della ricerca dei studenti                      |
|        | Piastra per corazza per la misericordia e la carità                                 |
|        | Lavoratore Onorato delle Politiche per i giovani                                    |
|        | Diploma del Ministero della Pubblica Istruzione                                     |
|        | Gratitudine del Ministero della Pubblica Istruzione                                 |

## Ministero delle Risorse Naturali e dell'Ecologia della Federazione Russa
| Nastro | Onorificenza                                   |
| ------ | ---------------------------------------------- |
|        | Medaglia per il servizio minerario e geologico |

## Ministero delle Politiche Agricole della Federazione Russa
| Nastro | Onorificenza                                                                      |
| ------ | --------------------------------------------------------------------------------- |
|        | Medaglia per i contributi allo sviluppo del settore agro-industriale di I Classe  |
|        | Medaglia per i contributi allo sviluppo del settore agro-industriale di II Classe |

## Ministero della Comunicazione e della Cultura di Massa della Federazione Russa
| Nastro | Onorificenza                                                                                              |
| ------ | --- |
|        | Medaglia commemorativa del grande scrittore e premio Nobel russo Michail Aleksandrovič Šolochov 1905-2005 |
|        | Medaglia commemorativa per il 150º anniversario della nascita di Anton Cechov                             |
|        | Medaglia per il giubileo dei 150 anni della protezione dei monumenti di storici e culturali               |
|        | Distintivo per grandi risultati                                                                           |
|        | Distintivo per i risultati conseguiti nella cultura                                                       |

## Ministero della Salute e dello Sviluppo Sociale della Federazione Russa
| Nastro | Onorificenza                                                                        |
| ------ | ----------------------------------------------------------------------------------- |
|        | Insegna "Mercy"                                                                     |
|        | Distintivo di buona salute                                                          |
|        | Distintivo di eccellenza nella sfera sociale e del lavoro                           |
|        | Diploma del Ministero della Salute e dello Sviluppo Sociale della Federazione Russa |
|        | Medaglia per l'assistenza sanitaria nazionale                                       |

## Ministero degli Affari Esteri della Federazione Russa
| Nastro | Onorificenza                                                                         |
| ------ | ------------------------------------------------------------------------------------ |
|        | Lavoratore Onorato del Ministero degli Affari Esteri della Federazione Russa         |
|        | Distintivo per distinzione del Ministero degli Affari Esteri della Federazione Russa |
|        | Menzione d'Onore del Ministero degli Affari Esteri della Federazione Russa           |

## Agenzia Spaziale della Federazione Russa
| Nastro | Onorificenza                                                            |
| ------ | ----------------------------------------------------------------------- |
|        | Medaglia commemorativa per il 40º anniversario del volo di Yuri Gagarin |
|        | Medaglia di Ciolkovskij                                                 |
|        | Medaglia di Korolëv                                                     |
|        | Medaglia di Gagarin                                                     |
|        | Medaglia per i lanci spaziali                                           |
|        | Medaglia per la promozione delle attività spaziali                      |
|        | Medaglia per la cooperazione internazionale nello spazio                |
|        | Diploma di merito dell'Agenzia Spaziale della Federazione Russa         |

## Servizio Federale di Statistica
| Nastro | Onorificenza                                                    |
| ------ | --------------------------------------------------------------- |
|        | Medaglia per i servizi nel censimento dell'agricoltura del 2006 |
|        | Medaglia per i servizi nel condurre il censimento del 2010      |

## Ministero dei Trasporti della Federazione Russa
| Nastro | Onorificenza                                                              |
| ------ | ------------------------------------------------------------------------- |
|        | Medaglia per meriti nello sviluppo del sistema dei trasporti della Russia |
|        | Medaglia di Pavel Melnikov                                                |
|        | Medaglia commemorativa per il 30º anniversario della ferrovia Baikal-Amur |
|        | Medaglia commemorativa per i 60º anniversario della ferrovia Ulaanbaatar  |
|        | Lavoratore Onorato della Marina                                           |
|        | Lavoratore Onorato Polare                                                 |

## Ministero delle Finanze della Federazione Russa
| Nastro | Onorificenza                                                                                            |
| ------ | --- |
|        | Medaglia commemorativa per il giubileo dei 200 anni del Ministero delle Finanze della Federazione Russa |

## Servizio Doganale della Federazione Russa
| Nastro | Onorificenza                                                  |
| ------ | ------------------------------------------------------------- |
|        | Medaglia al valore                                            |
|        | Medaglia per diligenza                                        |
|        | Medaglia per il rafforzamento delle dogane della CSI          |
|        | Medaglia per il servizio alle autorità doganali di I Classe   |
|        | Medaglia per il servizio alle autorità doganali di II Classe  |
|        | Medaglia per il servizio alle autorità doganali di III Classe |

## Agenzia Federale per la Cultura Fisica e lo Sport (attualmente abolita)
| Nastro | Onorificenza                                               |
| ------ | ---------------------------------------------------------- |
|        | Medaglia di Peter Lesgaft                                  |
|        | Medaglia di Nikolai Ozerov                                 |
|        | Medaglia per gli 80 anni del Comitato Statale della Russia |

## Agenzia Federale per la Pesca
| Nastro | Onorificenza                                                                        |
| ------ | ----------------------------------------------------------------------------------- |
|        | Medaglia per meriti nello sviluppo delle attività ittiche della Russia di I Classe  |
|        | Medaglia per meriti nello sviluppo delle attività ittiche della Russia di II Classe |
|        | Medaglia del veterano della pesca                                                   |

## Servizio Federale per l'Ambiente e la Vigilanza tecnologica e Nucleare
| Nastro | Onorificenza                               |
| ------ | ------------------------------------------ |
|        | Medaglia di Jacob Bruce                    |
|        | Medaglia di L. G. Melnikov                 |
|        | Medaglia dell'accademico A. P. Aleksandrov |
|        | Medaglia per il giubileo dei 290 anni      |

## Servizio Federale per il Monitoraggio Finanziario
| Nastro | Onorificenza                                                                |
| ------ | --------------------------------------------------------------------------- |
|        | Medaglia per i servizi al Servizio Federale per il Monitoraggio Finanziario |

## Ministero dello Sviluppo Regionale della Federazione Russa
| Nastro | Onorificenza |
| ------ | --- |
|        | Medaglia commemorativa per la direzione orientale del Ministero dello Sviluppo Regionale della Federazione Russa |